# SOTTE BOSSE
소토 보세(이탈리아어: Sotte Bosse)는 일본의 혼성 2인조 음악 그룹이다. 2006년, 2007년에 발매한 J-pop의 명곡을 커버한 음반 3장이 모두 합쳐 60만 장의 판매량을 기록하며 이름을 알렸다.

## 음반 목록

### 싱글
1. 보쿠타치노우타 (2008년)
2. 나미다노코에 (2008년)

### 음반
1. Essence of life (2006년)
2. innocent view (2007년)
3. moment (2007년)
4. Blooming e.p. (2008년)
5. Tomorrow knows Yesterday (2008년)
6. Way (2009년)